# 여주도서관
여주도서관은 경기도 여주시에 있는 도서관이다.

## 연혁
- 여주도서관은 2012년 3월 29일에 개관하였다.[1]